# Zeffiro Furiassi
Zeffiro Furiassi (19. leden 1923 Pesaro, Italské království – 4. listopad 1974 Florencie, Itálie) byl italský fotbalový obránce.
V roce 1940 se stal hráčem Fiorentiny. Byl jim do roku 1949, když odešel do Lazia. Celkem deset sezon odehrál v nejvyšší lize a konec kariéry zakončil v roce 1957 jako hráč Foligno.
Za reprezentaci odehrál dvě utkání na MS 1950.

## Hráčská statistika
| Sezóna            | Klub              | Liga              | Liga   | Liga | Ligové poháry | Ligové poháry | Ligové poháry | Kontinentální poháry | Kontinentální poháry | Kontinentální poháry | Celkem | Celkem |
| Sezóna            | Klub              | Soutěž            | Zápasy | Góly | Soutěž        | Zápasy        | Góly          | Soutěž               | Zápasy               | Góly                 | Zápasy | Góly   |
| ----------------- | ----------------- | ----------------- | ------ | ---- | ------------- | ------------- | ------------- | -------------------- | -------------------- | -------------------- | ------ | ------ |
| 1941/42           | Fiorentina        | Serie A           | 2      | 0    | -             | 0             | 0             | -                    | 0                    | 0                    | 2      | 0      |
| 1942/43           | Fiorentina        | Serie A           | 29     | 0    | IP            | 1             | 0             | -                    | 0                    | 0                    | 30     | 0      |
| 1946/47           | Fiorentina        | Serie A           | 17     | 0    | -             | 0             | 0             | -                    | 0                    | 0                    | 17     | 0      |
| 1947/48           | Fiorentina        | Serie A           | 40     | 0    | -             | 0             | 0             | -                    | 0                    | 0                    | 40     | 0      |
| 1948/49           | Fiorentina        | Serie A           | 29     | 0    | -             | 0             | 0             | -                    | 0                    | 0                    | 29     | 0      |
| 1949/50           | Lazio             | Serie A           | 36     | 0    | -             | 0             | 0             | -                    | 0                    | 0                    | 36     | 0      |
| 1950/51           | Lazio             | Serie A           | 30     | 0    | -             | 0             | 0             | -                    | 0                    | 0                    | 30     | 0      |
| 1951/52           | Lazio             | Serie A           | 30     | 0    | -             | 0             | 0             | Stř. p.              | 2                    | 0                    | 32     | 0      |
| 1952/53           | Lazio             | Serie A           | 22     | 0    | -             | 0             | 0             | -                    | 0                    | 0                    | 22     | 0      |
| 1953/54           | Lazio             | Serie A           | 4      | 0    | -             | 0             | 0             | -                    | 0                    | 0                    | 4      | 0      |
| Celkově V Serii A | Celkově V Serii A | Celkově V Serii A | 239    | 0    | -             | 1             | 0             | -                    | 2                    | 0                    | 242    | 0      |

## Úspěchy

### Reprezentační
- 1× na MS (1950)